# Capitellethus cinctus
Capitellethus cinctus är en ringmaskart som beskrevs av Thomassin 1970. Capitellethus cinctus ingår i släktet Capitellethus och familjen Capitellidae. Inga underarter finns listade i Catalogue of Life.